# Mattenbach
Mattenbach ist der jüngste Stadtteil von Winterthur; er wurde 1973 zum Stadtteil erklärt. Mattenbach liegt zwischen den Quartieren Stadt und Seen. Das Quartier ist vor allem geprägt von genossenschaftlichen Grossüberbauungen, die grösstenteils von 1930 bis 1970 entstanden. Namensgeber ist der Mattenbach, der vom Stadtteil Seen durch den Stadtkreis fliesst und in die Eulach mündet.

## Wappen
Die Blasonierung des Wappens lautet: „Geteilt von Silber mit einem schreitenden roten Löwen und von Grün mit einem silbernen Schrägbach.“
Als der Stadtteil gegründet wurde, gab es noch kein Wappen. Da ein Bedürfnis nach einem solchen bestand, veranstaltete der Quartierverein einen Wettbewerb. Das heutige Wappen von Pius Alber setzte sich mit 87 von 151 abgegebenen Stimmen gegen dasjenige eines bekannten Heraldikers durch. Mit Bestätigung des Stadtrates wurde der Entwurf zum offiziellen Wappen des Stadtteils.

## Geografie
Der Stadtkreis liegt zwischen den Stadtkreisen Stadt und Seen, wobei es von Seen durch einen Grüngürtel abgetrennt wird, der bei der Überbauung des Gebietes gezielt freigehalten wurde. Die Quartiere des Kreis Mattenbach sind einerseits die beiden an den Grenzen zu Seen liegenden Quartiere Endliker südlich der Tösstalstrasse und Gutschick nördlich davon, das dritte Quartier ist das flächenmässig grösste Quartier Deutweg. Die Quartiere Gutschick und Endliker wurden in den 1960er und 1970er Jahren erbaut und bestehen zu einem grossen Teil aus Wohnblöcken, die das Ortsbild des Stadtteils prägen. Der restliche Teil des Stadtkreises zählt zum Deutweg-Quartier. Dieses umfasst alle älteren Teile des Quartiers, die näher der Stadt Winterthur liegen sowie den zum Stadtkreis zählenden Anteil des Stadtwaldes Eschenberg. Im Gegensatz zu den anderen Stadtkreisen besitzt Mattenbach kein eigentliches Zentrum, die beiden Kirchen, die Schulhäuser wie auch Ladengeschäfte sind über den ganzen Stadtkreis verstreut.
Das Quartier wird von der Eulach und vom Mattenbach durchflossen.

## Bildung
Im Stadtkreis gibt es drei Primarschulen: Zum Primarschulhaus Gutschick gehören der direkt benachbarte Kindergarten Gutschick sowie der Kindergarten Eigenheim, der bei der Kolonie Selbsthilfe gelegen ist. Zum Primarschulhaus Mattenbach gehören die beiden Kindergarten Am Bach und Weberstrasse, die hauptsächlich das Gebiet östlich des Unteren Deutweg abdecken. Westlich vom Unteren Deutweg befindet sich das Einzugsgebiet der näher zum Stadtzentrum gelegenen Primarschule Schönengrund, zu der der Kindergarten Schönengrund sowie der Kindergarten Breite gehört. Die Oberstufe ist im Schulhaus Mattenbach untergebracht.
Weiter in Mattenbach befinden sich die städtische Maurerschule, eine Sonderschule für celebral gelähmte Kinder am Unteren Deutweg. Auf dem Zeughausareal befindet sich die christliche Privatschule SalZH, die dort Spielgruppe, Primar- sowie Sekundarstufe anbietet. Auch die in der Berufsbildung tätige Mechatronikschule Winterthur befindet sich an der Zeughausstrasse.

## Geschichte
Das Gebiet des heutigen Stadtkreises Mattenbach war lange Zeit unbesiedelt, abgesehen von landwirtschaftlicher Nutzfläche, wenigen Bauernhöfen und Mühlen entlang der Eulach. Der Bau der Tösstalstrasse ab 1834 änderte dies, vor allem entlang der neu befestigten Strasse entstanden erste Häuser und an der Eulach entstand die Färberei Schleife, die ab 1845 unter Führung von Johann Jakob Weber schnell ausgebaut wurde. Von Winterthur her wurde das heutige Gebiet des Stadtkreises zuerst von der grünen Vorstadt aus Villen und Gewerbe erfasst. In den 1870er-Jahren wurde die heutige St. Gallerstrasse erbaut und zwischen St. Gallerstrasse, der Tösstalstrasse und dem Deutweg entstand ein neues Quartier. Die ersten Genossenschaftswohnungen wurden 1888 an der Mühlebachstrasse erbaut. Mit der Seidenweberei Sidi siedelte sich Industrie im neuen Quartier an. 1895 fand auf dem noch unbebauten Areal das Eidgenössische Schützenfest statt.
Anfangs der Zwischenkriegszeit zählte das Gebiet des heutigen Stadtkreises rund 3000 Bewohner in 300 Häusern. Zwischen den zwei Weltkriegen entstanden die Genossenschaftssiedlungen Eigenheim und die Bernoulli-Häuser am Unteren Deutweg. Anlässlich des Eidgenössischen Turnfest 1936 wurde der Sportplatz Deutweg erbaut. 1934 wurde die katholische Kirche Herz Jesu erbaut und 1940 folgte mit der Zwinglikirche ihr reformiertes Pendant. Das Quartier Talgut entstand in den 1940er-Jahren.

Luftaufnahme des Quartier Gutschick aus dem Jahr 1970

Während des Zweiten Weltkriegs entstanden die ersten genossenschaftlichen Überbauungen im Mattenbachquartier und Zelgli südlich der Tösstalstrasse. Nach der 1946 erfolgten Korrektur des Mattenbachs wurde das gesamte Gebiet gemäss dem Quartierplan für das Mattenbachquartier komplett mit genossenschaftlichen Reihenhäusern überbaut. 1958 wurde die Postfiliale Deutweg eröffnet. In den 1960er-Jahren entstand im Quartier Gutschick die Siedlung Gutschick unter privater Trägerschaft sowie die Siedlung Grüzefeld als genossenschaftliche Grossstadtüberbauung. 1963 löste sich die Zwinglikirche von der Stadtkirche und bildete eine eigene Kirchgemeinde, denselben Schritt hatten die Friedensrichter- und Betreibungskreise bereits zuvor getrennt wurden. Denselben Schritt vollzog die katholische Kirche erst in den 1970er-Jahren.
Im 1. Juli 1973 wurde der neuen städtebaulichen Entwicklung Rechnung getragen und durch eine neue Gemeindeordnung der Stadtkreis Mattenbach geschaffen. Er liegt hauptsächlich auf dem ehemaligen Gebiet des Stadtkreis Stadt, da dieser unter anderem für Schulfragen ansonsten zu gross geworden wäre. Ein kleinerer Teil des Kreisgebiets stammt von Seen und eine Ecke von Oberwinterthur. Bei seiner Schaffung umfasste der durch Arbeitersiedlungen geprägte Stadtkreis 13'000 Einwohner, heute ist die Einwohnerzahl leicht gesunken. Nach der Schaffung des Quartiers wurde auf Initiative der Stadt im Gutschick der heutige Quartierverein gegründet und nach einer Volksabstimmung wurde 1975 gleicherorts ein Quartierzentrum errichtet.
1995 wurde gegenüber vom Hallenbad Geiselweid das Einkaufszentrum Deutweg eröffnet. In der zweiten Hälfte der 1990er-Jahre sollte gemäss der Waldeggsee-Initiative südlich des Stadtteils ein kleiner See entstehen, die Idee wurde jedoch im Februar 1999 vom Volk verworfen. 2002 wurde die im Süden des Stadtkreis gelegene Eisbahn Zelgli geschlossen und durch die Eishalle Deutweg ersetzt, gleichenorts wurde 2018 mit der Axa-Arena die neue Heimspielstätte vom Handballverein Pfadi Winterthur und Unihockeyverein HC Rychenberg Winterthur eröffnet. Ende 2021 wurde mit der Mattenbach Allianz eine Dachorganisation aller Vereine im Stadtkreis gegründet, um die Koordination im Stadtkreis untereinander zu fördern.

## Kirchen
In Mattenbach gibt es zwei Kirchen:
- Die evangelisch-reformierte Zwinglikirche wurde 1940 erbaut und befindet sich am Unteren Deutweg 13.
- Die römisch-katholische Kirche Herz-Jesu steht seit ihrer Errichtung im Jahr 1934 am Unteren Deutweg 89.

## Verkehr
Die Trolleybuslinie 2 (Wülflingen – HB – Seen) des örtlichen Verkehrsunternehmens Stadtbus Winterthur verbindet die Innenstadt mit Seen und durchquert das Quartier als Hauptlinie entlang der Tösstalstrasse. Entlang dieser Strasse verkehrt ebenfalls die bis Waldegg verkehrende Verstärkerlinie 2E (Schloss – HB – Waldegg).
Die Autobuslinie 4 (HB – Breite – HB) streift auf der Rückfahrt zum Hauptbahnhof den Westen des Stadtteils. Auf der gleichen Strecke aber in beide Richtungen verkehrt von März bis Oktober die Linie 12 zum Wildpark Bruderhaus. Die Buslinien 3, 5 und 7 schliesslich führen auf dem Streckenabschnitt zwischen Hauptbahnhof und Oberseen (3), Technorama (5) und Hegi/Elsau (7) entlang der Nordgrenze des Stadtkreises.
An den Wochenenden wird Mattenbach halbstündlich durch die Nachtbuslinien N2 (Wülflingen – Winterthur – Seen) und N3 (Rosenberg – Winterthur – Oberseen) bedient, die die dieselbe Linienführung wie ihre Pendants am Tag. Zusätzlich halten an der Bushaltestelle «Eishalle» an der Nordgrenze des Quartiers noch die Nachtbuslinien N7 (Bahnhof Wülflingen – Winterthur – Elsau, Melcher) und N67 (Winterthur – Elsau, Melcher – Wiesendangen – Bhf. Oberwinterthur).

## Kunst und Kultur

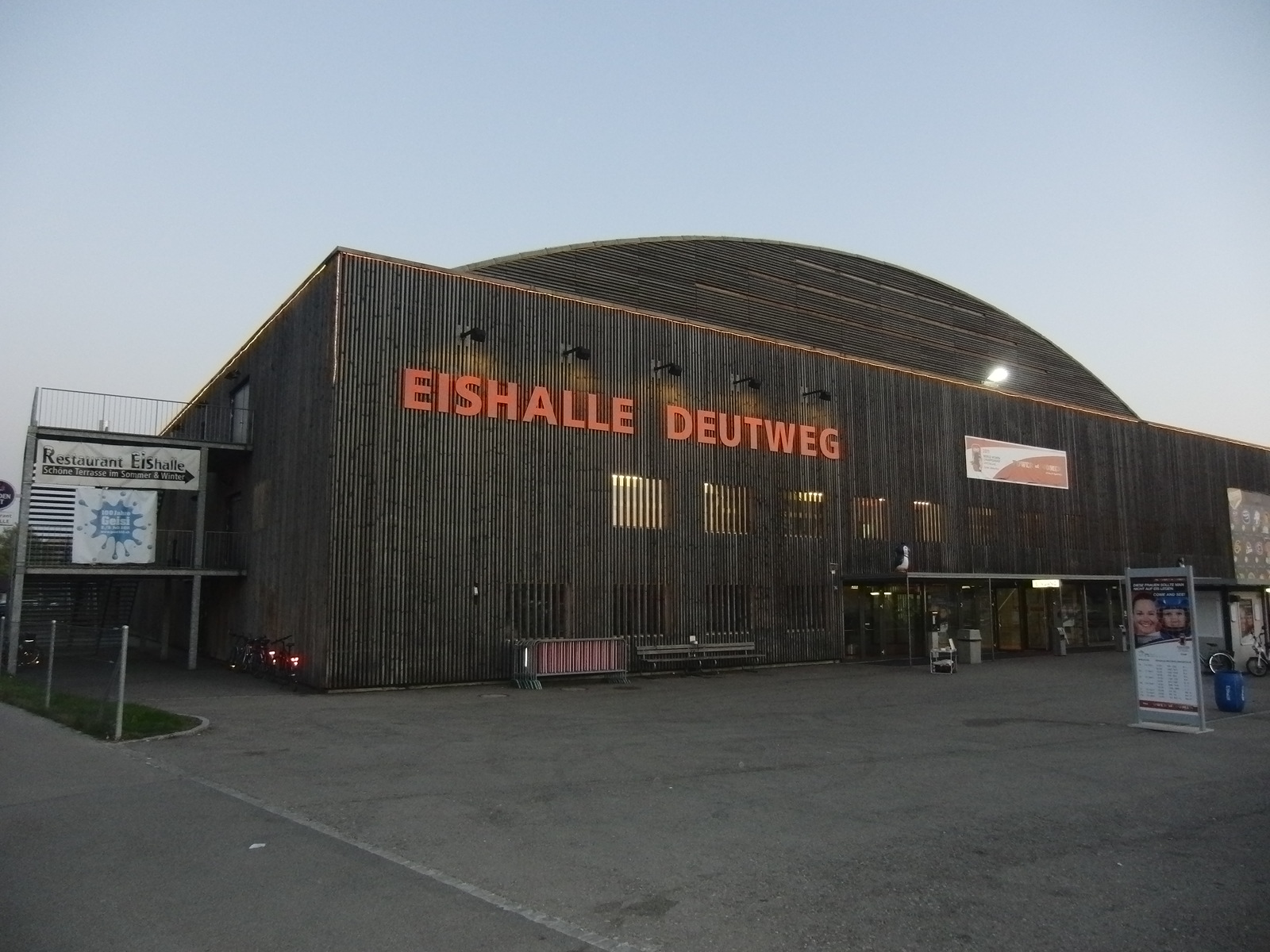
Eishalle Deutweg

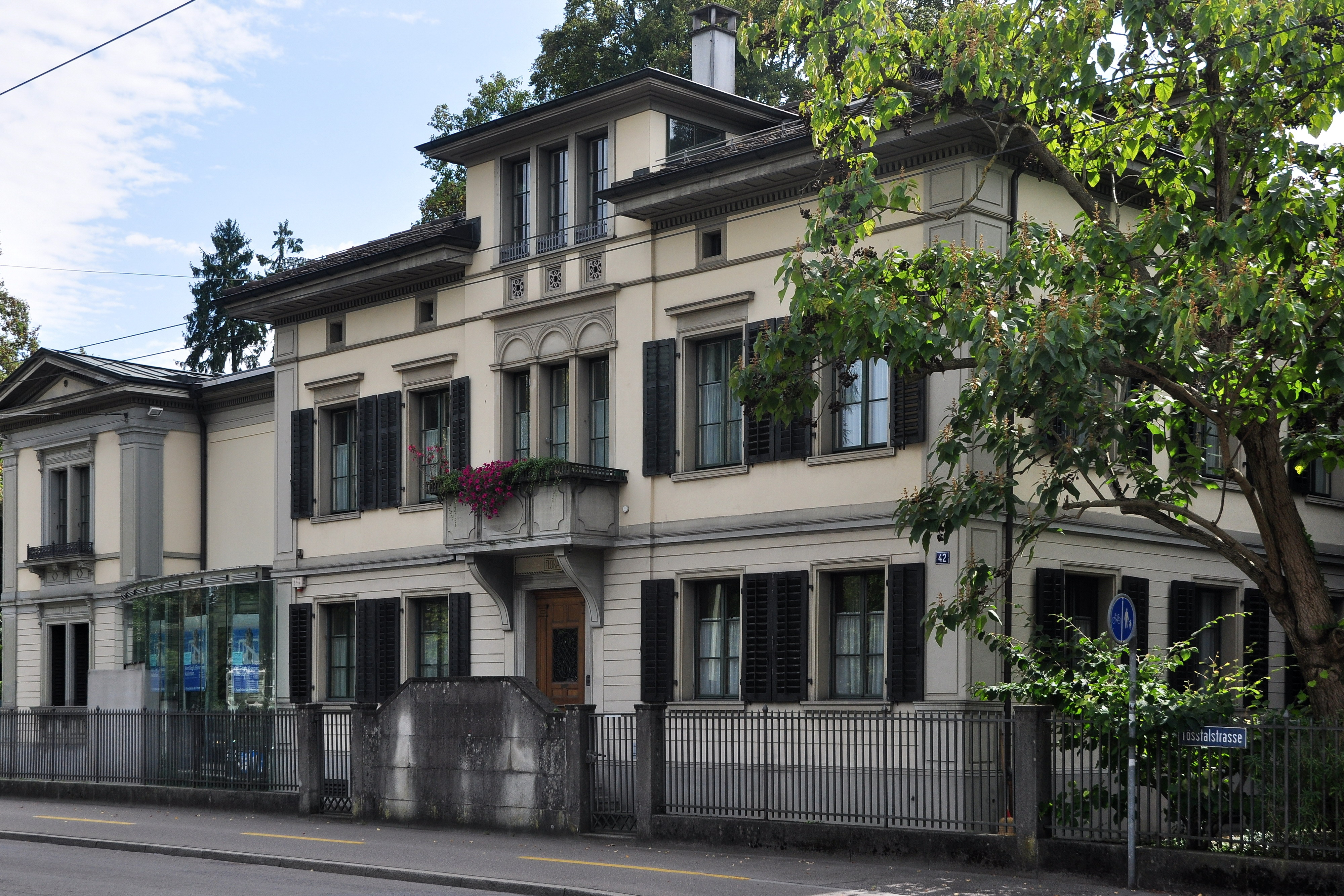
Villa Flora

### Sport
Im Stadtkreis Mattenbach liegen einige grosse Sportanlagen. Hier stehen in direkter Nachbarschaft zueinander die Eishalle Deutweg (das Heimstadion des EHC Winterthur und des Winterthurer Schlittschuh-Club), der Fussballplatz Talgut (Heimat des FC Tössfeld) sowie die Leichtathletikanlage Deutweg, die polysportiv genutzt wird und das Heimstadion der Winterthur Warriors (American Football Club) und der Leichtathletik-Vereinigung Winterthur ist. Auf einem Nebenplatz des Stadions Deutweg haben die beiden Cricketclubs Winterthur CC und Power Winterthur CC ihre Heimat und der Schwingklub Winterthur hat seinen Trainingsraum unterhalb der Tribüne. Den östlichen Abschluss des Areals bildet die 2018 fertiggestellte Axa-Arena, Heimat des Handballclubs Pfadi Winterthur und des Unihockeyvereins HC Rychenberg.
Das einzige öffentliche Hallenbad der Stadt, das Hallen- und Freibad Geiselweid, liegt im Deutweg-Quartier.

### Museen
Im Stadtkreis liegen unter anderem die Villa Flora mit der Kunstsammlung Hahnloser sowie das Fotomuseum und Fotostiftung Schweiz.